# Campionatul Republicii Moldova la ciclism (șosea)
Campionatul Republicii Moldova la ciclism pe șosea este principala competiție de ciclism pe șosea din Republica Moldova, care are loc anual și în urma căreia este desemnat campionul național.

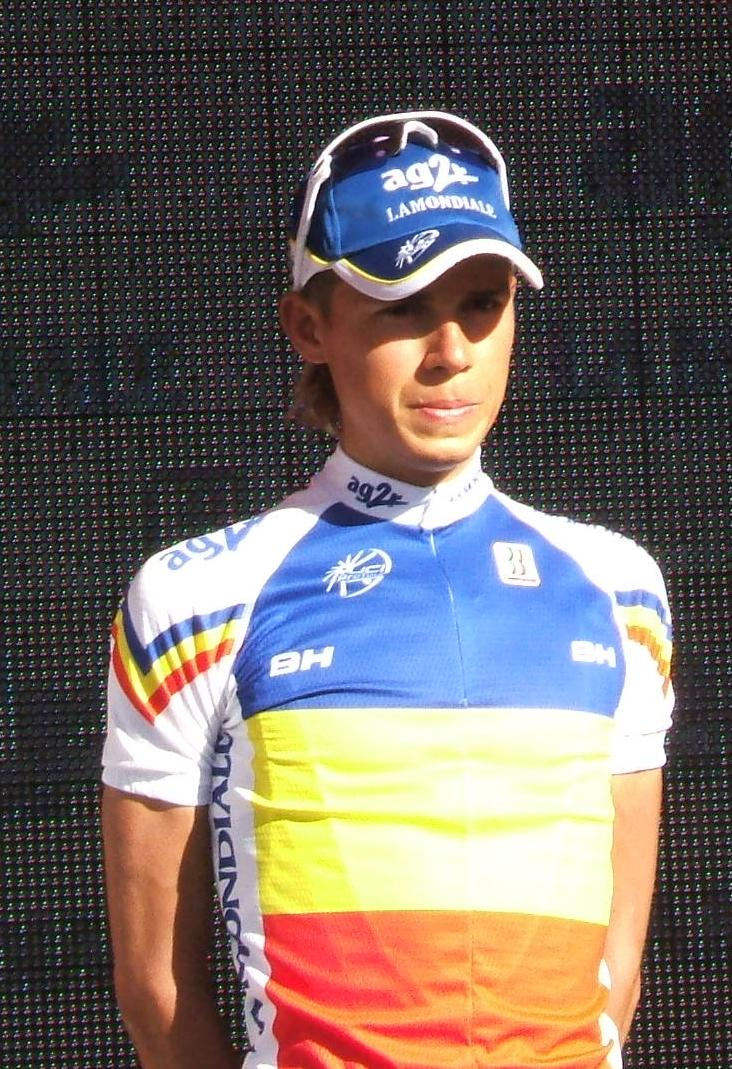
Alexandr Pliușchin, purtând maioul de campion al Moldovei Tour Down Under 2009

## Rezultate la cursa în linie
| An   | Campion            | Locul 2         | Locul 3           |
| 1997 | Ruslan Ivanov      | Igor Bonciucov  | Igor Pugaci       |
| 1998 | Ruslan Ivanov      | Igor Bonciucov  | Alexei Nazarenco  |
| 1999 | Igor Pugaci        | Dmitri Ciudacov | Artiom Saraev     |
| 2000 | Ruslan Ivanov      | Igor Pugaci     | Igor Bonciucov    |
| 2001 | Igor Bonciucov     | Igor Pugaci     | Ruslan Ivanov     |
| 2007 | Oleg Berdos        | Sergiu Catan    | Alexandr Braico   |
| 2008 | Alexandr Pliușchin | Sergiu Cioban   | Oleg Berdos       |
| 2009 | Oleg Berdos        | Alexandr Braico | Sergiu Catan      |
| 2010 | Alexandr Pliușchin | Alexandr Braico | Serghei Țvetcov   |
| 2011 | Alexandr Pliușchin | Oleg Berdos     | Sergiu Cioban     |
| 2012 | Alexandr Pliușchin | Sergiu Cioban   | Alexandr Braico   |
| 2013 | Alexandr Braico    | Sergiu Cioban   | Veaceslav Verciuc |
| 2014 | Sergiu Cioban      | Alexandr Braico | Cristian Raileanu |

## Rezultate la cursa contratimp
| An   | Campion         | Locul 2           | Locul 3             |
| 1997 | Ruslan Ivanov   | Igor Bonciucov    | Igor Pugaci         |
| 1998 | Ruslan Ivanov   | Alexei Nazarenco  | Igori Moscalev      |
| 1999 | Igor Pugaci     | Igor Bonciucov    | Artiom Saraev       |
| 2000 | Igor Pugaci     | Igor Bonciucov    | Serghei Smirnov     |
| 2001 | Igor Pugaci     | Ruslan Ivanov     | Igor Bonciucov      |
| 2007 | Serghei Țvetcov | Oleg Berdos       | Sergiu Catan        |
| 2008 | Sergiu Cioban   | Victor Mironov    | Serghei Țvetcov     |
| 2009 | Serghei Țvetcov | Sergiu Catan      | Oleg Berdos         |
| 2010 | Sergiu Cioban   | Serghei Țvetcov   | Mihail Gac          |
| 2011 | Sergiu Cioban   | Eugeniu Cozonac   | Viktor Mironov      |
| 2012 | Sergiu Cioban   | Mihail Gac        | Nicolae Tanovițchii |
| 2013 | Sergiu Cioban   | Alexandr Braico   | Veaceslav Verciuc   |
| 2014 | Sergiu Cioban   | Cristian Raileanu | Nicolae Tanovițchii |